# هانس وستبری
هانس وستبری، (به سوئدی: Hans Vestberg) (زاده ۲۳ ژوئن ۱۹۶۵) کارآفرین و بازرگان سوئدی و مدیر ارشد اجرایی کنونی ورایزن کامیونیکیشنز است. پیش از این او مدیر شرکت اریکسون بود. وی دارای مدرک کارشناسی مدیریت اجرایی کسب و کار از دانشگاه اوپسالا است.
وستبری در سال ۱۹۹۱ به اریکسون پیوست. در فاصله سال‌های ۲۰۰۷ تا ۲۰۰۹ مدیر امور مالی این شرکت بود و در ژانویه ۲۰۱۰ از سوی هیئت مدیره اریکسون به مدیرعاملی این شرکت منصوب و جایگزین کارل-هنریک سوانبرگ شد. وی در ۲۵ ژوئیه ۲۰۱۶ به دلیل نتایج مالی نامطلوب شرکت از مقام خود کنار رفت.